# Навигация по коду
Навигация по коду — функция текстовых редакторов и интегрированных сред разработки, состоящая в быстром переходе от участков кода, где используется тот или иной символ, к участкам кода, в котором этот символ декларирован, а также к участкам кода, которые с данным символом логически связаны.
Такая связка определяется контекстом использования символа, например, если символ — это имя переменной, то от участка кода, где оно использовано, может быть доступен быстрый переход к объявлению этой переменной, к объявлению класса, к которому принадлежит эта переменная, к другим участкам кода, в которых использована эта переменная.
В контексте данной статьи термин «символ» используется в значении «сущность, на которую можно сослаться в коде программы».
Символами в этом смысле являются, в частности, имена переменных, объектов, методов объектов, функций и т. п.
Строго говоря, может существовать возможность навигации по коду и к символам, на которые в коде программы в ряде случаев напрямую сослаться нельзя (например, если они объявлены приватными переменными в коде внешней библиотеки), но для целей понимания сути навигации по коду такое определение термина «символ» представляется допустимым.